# FIRA Women's European Trophy 2015
El FIRA Women's European Trophy (Trofeo Europeo de Rugby Femenino) del 2015 fue la vigésima edición del torneo femenino de rugby.

## Equipos participantes
- Selección femenina de rugby de Bélgica
- Selección femenina de rugby de República Checa
- Selección femenina de rugby de Rusia
- Selección femenina de rugby de Suiza

## Resultados

### Semifinales
| 29 de octubre | Suiza | 27 - 12 | Rusia | Unterageri, Suiza |  |

| 29 de octubre | Bélgica | 20 - 3 | República Checa | Unterageri, Suiza |  |

### Tercer Puesto
| 1 de noviembre | Rusia | 41 - 15 | República Checa | Unterageri, Suiza |  |

### Final
| 1 de noviembre | Suiza | 20 - 50 | Bélgica | Unterageri, Suiza |  |

| Bandera de Bélgica |
| Campeón Bélgica    |
| Primer título      |